# Empoasca wilsoni
Empoasca wilsoni är en insektsart som beskrevs av Irena Dworakowska 1980. Empoasca wilsoni ingår i släktet Empoasca och familjen dvärgstritar. Inga underarter finns listade i Catalogue of Life.